# Syagrus aristeae
Syagrus aristeae é uma espécie de palmeira do gênero Syagrus e da família Arecaceae. Habita campos rupestres da Serra do Espinhaço, sendo endêmica na Serra do Cabral em Minas Gerais.

## Ecologia
Foi encontrada no Parque Estadual da Serra do Cabral, em Minas Gerais, nos municípios de Joaquim Felício e Buenópolis, em elevações de 860 a 1240 metros acima do nível do mar. Possui entre 100 e 165 cm de altura, folhas com 94 a 145 cm de comprimento. A inflorescência amarela foi observada em julho, e os frutos amarelo amarronzados foram observados em dezembro, janeiro e julho.
Observou-se que sofrem herbivorismo de gafanhotos, mas uma preocupação maior são os incêndios que afetam a região. É classificada como em perigo pela classificação da IUCN.

## Taxonomia
Pertence ao complexo Syagrus glaucescens, um grupo de espécies do gênero Syagrus proximamente relacionadas, o que gera dificuldade na sua identificação taxonômica. Syagrus aristeae é uma espécie próxima de Syagrus evansiana, sendo o tamanho das folhas e dos eixos da inflorescência sendo um dos critérios diagnósticos para diferenciação, pois S. aristeae é maior do que S. evansiana nestes critérios.

## Etimologia
A espécie foi descoberta em 2015, e foi descrita em artigo publicado em 2023 no periódico Edinburgh Journal of Botany. O epíteto específico é uma homenagem à professora Aristéa Alves Azevedo, do Departamento de Biologia Vegetal da Universidade Federal de Viçosa, que estuda taxonomia de Arecaceae e foi orientadora de doutorado do primeiro autor do artigo.